# Tetyana Kozlova
Pour les articles homonymes, voir Kozlova.
Tetyana Kozlova est une joueuse ukrainienne de volley-ball née le 25 septembre 1984 à Pervomaïsk (Oblast de Mykolaïv). Elle mesure 1,84 m et joue au poste de réceptionneuse-attaquante.

## Clubs
| Club                          | De        | À         |
| ----------------------------- | --------- | --------- |
| Listseï-Internat Bila Tserkva | 1999-2000 | 2000-2001 |
| Ros-Universitet Bila Tserkva  | 2001-2002 | 2004-2005 |
| Krug Cherkasy                 | 2005-2006 | 2007-2008 |
| Jinestra Odessa               | 2008-2009 | 2010-2011 |
| RC Cannes                     | 2011-2012 | 2012-2013 |
| Proton Balakovo               | 2013-2014 | 2013-2014 |
| Khimik Youjne                 | 2015-2016 | 2015-2016 |
| Nilüfer Belediye              | 2016-2017 | 2016-2017 |
| Bolu Belediyespor             | 2017-2018 | 2017-2018 |
| TED Ankara Kolejliler         | 2018-2019 | 2018-2019 |
| Khimik Youjne                 | 2019-2020 | …         |

## Palmarès
- Championnat d'Ukraine
  - Vainqueur : 2006, 2007, 2008, 2016.
  - Finaliste : 2010, 2011.
- Coupe d'Ukraine
  - Vainqueur : 2006, 2007, 2008, 2010, 2011, 2016, 2020.
- Supercoupe d'Ukraine
  - Vainqueur : 2019.
- Championnat de France (2)
  - Vainqueur : 2012, 2013
- Coupe de France (2)
  - Vainqueur : 2012, 2013
- Ligue des champions
  - Finaliste : 2012